# Eser Gürbüz
Eser Gürbüz (6 marzo 2007) è un calciatore olandese, attaccante dell'Heerenveen.

## Carriera

### Club
È cresciuto nel settore giovanile del Go Ahead Eagles ed il 13 aprile 2023 è stato acquistato dall'Heerenveen. L'11 novembre 2024 ha prolungato il contratto e nel gennaio del 2025 è stato promosso in prima squadra, dove ha debuttato il 1º febbraio nell'incontro di Eredivisie pareggiato 2-2 contro il Fortuna Sittard anche grazie ad una sua rete.

### Nazionale
Ha giocato nelle nazionali giovanili olandesi Under-17 ed Under-18.

## Statistiche

### Presenze e reti nei club
Statistiche aggiornate al 2 marzo 2025.
| Stagione        | Squadra         | Campionato      | Campionato | Campionato | Coppe nazionali | Coppe nazionali | Coppe nazionali | Coppe continentali | Coppe continentali | Coppe continentali | Altre coppe | Altre coppe | Altre coppe | Totale | Totale | Totale |
| Stagione        | Squadra         | Comp            | Pres       | Reti       | Comp            | Pres            | Reti            | Comp               | Pres               | Reti               | Comp        | Pres        | Reti        | Pres   | Reti   |        |
| --------------- | --------------- | --------------- | ---------- | ---------- | --------------- | --------------- | --------------- | ------------------ | ------------------ | ------------------ | ----------- | ----------- | ----------- | ------ | ------ | ------ |
| 2024-2025       | Heerenveen      | ED              | 4          | 2          | CO              | 0               | 0               | -                  | -                  | -                  | -           | -           | -           | 4      | 2      |        |
| Totale carriera | Totale carriera | Totale carriera | 4          | 2          |                 | 0               | 0               |                    | -                  | -                  |             | -           | -           | 4      | 2      |        |